# Diphyus peringueyi
Diphyus peringueyi är en stekelart som först beskrevs av Cameron 1906.  Diphyus peringueyi ingår i släktet Diphyus och familjen brokparasitsteklar. Inga underarter finns listade i Catalogue of Life.